# Suzuki Fronte 800
El Suzuki Fronte 800 era un automóvil subcompacto con un motor de dos tiempos construido por Suzuki Motor Corporation en la segunda mitad de la década de 1960.

## Historia
Presentado en agosto de 1965, el Fronte 800 fue un intento de por parte de la empresa Suzuki de introducirse el mercado de los vehículos compactos de gama media-alta. El prototipo del Frontre se mostró en el Salón del Automóvil de Tokio de 1962,  con un diseño de carrocería creado por el italiano Pietro Frua, que recuerda a sus berlinas Maserati Quattroporte I y Glas 1700 . El diseño presentado no encajó en la línea del resto de productos de la marca, por lo que se desarrolló un nuevo prototipo, el  Y4, presentado en  el Salón del Automóvil de Tokio de 1963.

### Motor
El motor de tres cilindros y dos tiempos de 785 cc era muy similar al del DKW Junior/F11 de 796 cc, con un diámetro 0,5 mm (0,02 plg) más pequeño y exactamente la misma carrera. La velocidad máxima era de 115 km/h, y el automóvil solo estaba disponible con una transmisión manual montada en columna de 4 velocidades completamente sincronizada. El motor rendía 41 caballos de vapor (30 kW) a 4000 rpm, con un par de 8,1 kilogramos·metros (79 N·m; 59 lb·pie) a 3500 rpm. El precio de lanzamiento fue de 465.000 yenes, con una versión DeLuxe también disponible a un coste de 545.000 yenes.

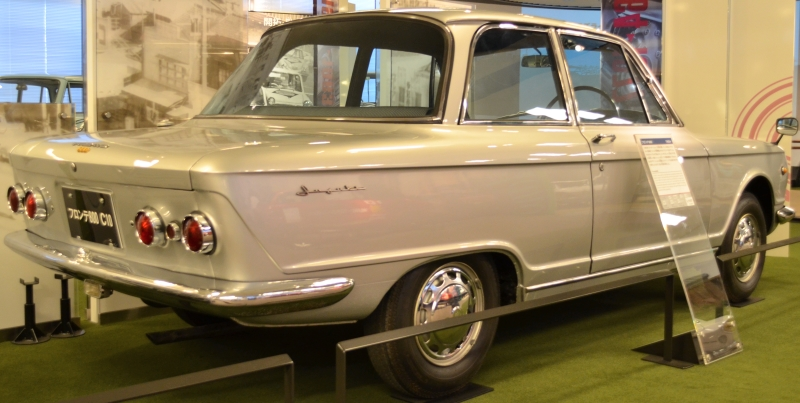
Vista trasera del Fronte 800

La carrocería era un diseño monocasco moderno, solo disponible como sedán de dos puertas. Si bien se rumorea que fue concebido por Michelotti, el diseño se atribuyó al diseñador jefe de Suzuki, Sasaki Toru (佐 々 木 亨), quien elaboró un diseño moderno de "caja de jabón" con grandes superficies de vidrio. La suspensión disponía de una barra de torsión independiente en las cuatro ruedas, con horquillas en la parte delantera y brazos de arrastre en la parte trasera. Los frenos de las cuatro ruedas eran de tambor. Las ventas del modelo fueron lentas, ya que el automóvil compitió directamente con otros coches más populares, como el Toyota Publica, que no se vieron perjudicados por el motor de dos tiempos de Suzuki,  un solución motriz anticuada. Si bien a los compradores de keicars hasta entonces aceptaron sin muchos reparos este tipo de motores, la fuerte competencia hizo que la exigencia en este segmento del mercado fuera cada vez mayor.

### Desarrollo
El 800 no vio muchas actualizaciones durante su vida de producción: en abril de 1966 recibió asientos delanteros separados, y a partir de junio ya eran reclinables. Una versión con asientos delanteros separados recibió una palanca de cambios montada en el piso. En agosto de 1966 se canceló la versión Estándar, quedando solo la DeLuxe. La producción se canceló en abril de 1969 después de que se construyeran menos de 3000 unidades en cuatro años. Su retirada del mercado fue motivada por sus reducidas ventas, por la necesidad de ampliar la capacidad de producción del exitoso Fronte 360, y por la asumida incapacidad de poder competir con los grandes fabricantes nacionales en lo que se había convertido en el mercado japonés más disputado. Cuando se celebró el Salón del automóvil de Tokio de 1969, el Fronte 800 había desaparecido de las listas de precios de Suzuki, con 2717 unidades construidas y 2612 vendidas. Suzuki se centraría exclusivamente en los kei car con motores más grandes, hasta la introducción del Cultus en 1983.
El Suzuki Fronte hatchback de la década de 1980 también se comercializó como "Fronte 800" en algunos mercados más pequeños, como Chile. La mayoría de los países fuera de Japón recibieron este automóvil en particular como "Alto".

## Fronte 1100
Se desarrolló una versión de 1,1 litros, el C20, para un modelo denominado "Fronte 1100". El diseño del motor era paralelo al del DKW F102 de 1.175 cc y 68 CV (50 kW), pero la versión del C20 equipada con un carburador de tres cuerpos Solex rendía 80 CV (59 kW) y era considerablemente más potente. La velocidad máxima del Fronte 1100, equipado con frenos de disco delanteros, era de 160 km/h (99 mph), pero el pequeño Suzuki optó por no seguir compitiendo de frente con las ofertas de los fabricantes más grandes como Toyota y Nissan. Además, con el fracaso en el mercado del F102, estaba decidida la desaparición de los motores de dos tiempos en automóviles más grandes.